# Liste d'élections en 1875
Chronologie des élections
- 1871
- 1872
- 1873
- 1874
- 1875
- 1876
- 1877
- 1878
- 1879

Cet article recense les élections organisées durant l'année 1875.

## Événement politique marquant
| Date        | État    | Événement |
| ----------- | ------- | --- |
| 6 août 1875 |         | Assassinat de Gabriel García Moreno, élu président de l'Équateur en mai 1875. |
| 20 octobre  | Hongrie | Menyhért Lónyay, premier ministre, est accusé de corruption. Il doit démissionner et céder le pouvoir au libéral Kálmán Tisza, auteur de la fusion des partis libéral et de l'indépendance (fin en 1890). |

## Élections nationales en 1875
| Date                               | État             | Élection ou référendum                    | Contexte                                                                   | Résultat |
| ---------------------------------- | ---------------- | ----------------------------------------- | -------------------------------------------------------------------------- | --- |
| 1er juin 1874 - 7 septembre 1875   | États-Unis       | Législatives (chambre (en) et sénat (en)) |                                                                            | Cette section est vide, insuffisamment détaillée ou incomplète. Votre aide est la bienvenue ! Comment faire ? |
| Mai                                | Liberia          | Générales (en)                            |                                                                            | Cette section est vide, insuffisamment détaillée ou incomplète. Votre aide est la bienvenue ! Comment faire ? |
| Mai                                | Équateur         | Présidentielle (en)                       |                                                                            | Élection de Gabriel García Moreno                                                                             |
| 8 mai                              | Liechtenstein    | Législatives (en)                         |                                                                            | Cette section est vide, insuffisamment détaillée ou incomplète. Votre aide est la bienvenue ! Comment faire ? |
| 23 mai                             | Suisse           | Référendum (en)                           |                                                                            | Cette section est vide, insuffisamment détaillée ou incomplète. Votre aide est la bienvenue ! Comment faire ? |
| 8 juin                             | Luxembourg       | Législatives                              |                                                                            | Cette section est vide, insuffisamment détaillée ou incomplète. Votre aide est la bienvenue ! Comment faire ? |
| 8 juin                             | Pays-Bas         | 2de Chambre (nl)                          |                                                                            | Cette section est vide, insuffisamment détaillée ou incomplète. Votre aide est la bienvenue ! Comment faire ? |
| 18 juillet                         | Grèce            | Législatives                              |                                                                            | Alexandros Koumoundouros devient premier ministre le 27 octobre.                                              |
| 3 août                             | Serbie           | Législatives (en)                         |                                                                            | Cette section est vide, insuffisamment détaillée ou incomplète. Votre aide est la bienvenue ! Comment faire ? |
| Octobre                            | Équateur         | Présidentielle (en)                       | Assassinat, le 6 août, de Gabriel García Moreno, élu président en mai 1875 | Élection d'Antonio Borrero Cortázar                                                                           |
| 31 octobre                         | Suisse           | Fédérales                                 |                                                                            | Cette section est vide, insuffisamment détaillée ou incomplète. Votre aide est la bienvenue ! Comment faire ? |
| 20 décembre 1875 - 29 janvier 1876 | Nouvelle-Zélande | Générales (en)                            |                                                                            | Voir l'article Liste d'élections en 1876                                                                      |

## Élections en subdivisions nationales en 1875
Cette section concerne les élections législatives dans un État fédéré, une subdivision territoriale ou une colonie d'un État souverain, ainsi que leurs principaux référendums.
| Date                               | Subdivision            | État               | Élection ou référendum | Contexte | Résultat |
| ---------------------------------- | ---------------------- | ------------------ | ---------------------- | -------- | --- |
| 8 décembre 1874 - 12 janvier 1875  | Nouvelle-Galles du Sud | Empire britannique | Coloniales (en)        |          | Cette section est vide, insuffisamment détaillée ou incomplète. Votre aide est la bienvenue ! Comment faire ? |
| 1875                               | Îles Féroé             | Danemark           | Générales (en)         |          | Cette section est vide, insuffisamment détaillée ou incomplète. Votre aide est la bienvenue ! Comment faire ? |
| 18 janvier                         | Ontario                | Canada             | Générales              |          | Cette section est vide, insuffisamment détaillée ou incomplète. Votre aide est la bienvenue ! Comment faire ? |
| 10 février - 1er mars              | Australie-Méridionale  | Empire britannique | Coloniales (en)        |          | Cette section est vide, insuffisamment détaillée ou incomplète. Votre aide est la bienvenue ! Comment faire ? |
| 1er juillet - 17 août              | Hongrie                | Autriche-Hongrie   | Législatives (en)      |          | Cette section est vide, insuffisamment détaillée ou incomplète. Votre aide est la bienvenue ! Comment faire ? |
| 7 juillet                          | Québec                 | Canada             | Générales              |          | Cette section est vide, insuffisamment détaillée ou incomplète. Votre aide est la bienvenue ! Comment faire ? |
| 1er - 4 décembre                   | Malte                  | Empire britannique | Générales (en)         |          | Cette section est vide, insuffisamment détaillée ou incomplète. Votre aide est la bienvenue ! Comment faire ? |
| 1875                               | Suède                  | Suède-Norvège      | Législatives (en)      |          | Cette section est vide, insuffisamment détaillée ou incomplète. Votre aide est la bienvenue ! Comment faire ? |
| 1875                               | Colombie-Britannique   | Canada             | Générales (en)         |          | Cette section est vide, insuffisamment détaillée ou incomplète. Votre aide est la bienvenue ! Comment faire ? |
| 20 décembre 1875 - 29 janvier 1876 | Nouvelle-Zélande       | Empire britannique | Coloniales (en)        |          | Voir l'article Liste d'élections en 1876                                                                      |